# 麥斯希姆諾·赫南德茲
麥斯希姆諾·赫南德茲（1973年9月12日—）是一名美國男演員。較著名是在漫威電影宇宙中飾演傑斯帕·西威爾。其他作品如電視劇《冷戰諜夢》（2013年）、網路劇《上帝之手》（2014年至2017年）和電影《怒火邊界》（2015年）。

## 早期生活
麥斯希姆諾·赫南德茲出生於紐約州布魯克林區。他從高中起就開始參與表演。之後也在雷納德·戴維斯表演藝術中心（Leonard Davis Center for Performing Arts）進行了一些簡單的演出。在搬到加利福尼亞州洛杉磯前，赫南德茲都是名舞台劇演員。

## 職業生涯
2011年於漫威電影宇宙中飾演神盾局特工傑斯帕·西威爾。電影《雷神索爾》、《復仇者聯盟》、《美國隊長2：酷寒戰士》、《復仇者聯盟4：終局之戰》，以及短片《神盾顧問》（The Consultant）、《47號物品》和電視劇《神盾局特工》。

## 外部連結
- 麥斯希姆諾·赫南德茲在互联网电影资料库（IMDb）上的資料（英文）